# نظام K

النطاق اللوغارتمي لنظام k.

نظام k هي تقنية قياس طورها المهندس بوب كاتس، وقدمها في ورقة علمية تناولت تطبيقًا مدمجًا لمراقبة القياسات والرصد. ويقترح في بحثه استعمال مقياس بالستي (meter ballistics) لمساعدة المهندسين على إنتاج صوت موسيقي مع الحفاظ على النطاق الديناميكي المناسب.